# Walter Pöltner
Walter Pöltner (Bécs, 1952. február 29. –) osztrák jogász, röviden Ausztria egészségügyi minisztere volt.

## Életpályája
1991 és 2015 között a Szövetségi Foglalkoztatási és Szociális Minisztériumban dolgozott. 2002-től mint  szekcióvezető.